# 金子勝 (経済学者)
金子 勝（かねこ まさる、1952年6月25日 - ）は、日本の経済学者、元学生運動家。淑徳大学大学院客員教授。慶應義塾大学名誉教授。専門はマルクス経済学、制度経済学、財政学、地方財政論。日本経済学会（主流派経済学の学会）には所属しておらず、経済理論学会（マルクス経済学の学会）に所属。

## 経歴
東京都出身。1971年、東京教育大学附属駒場高等学校卒業。映画史家の四方田犬彦は同級生で、ともに詩の同人誌を刊行していた。1975年、東京大学経済学部卒業。財政学を専攻。指導教官は林健久。同大学在学中は、東京大学教養学部学生自治会委員長として学生運動を指導していた学生運動家だった。1980年、東京大学大学院経済学研究科博士課程単位取得修了。職探しの際に、池袋の職業安定所で「大学教員の求人」があるか尋ねた。同年東京大学社会科学研究所助手就任。1984年、茨城大学人文学部講師に就任。1986年法政大学経済学部助教授、1988年同教授へ昇進。2000年、慶應義塾大学経済学部教授。2018年4月、立教大学大学院特任教授。2023年4月、淑徳大学大学院客員教授。

## 出演
テレビ番組では、サンデーモーニング（TBS）や朝まで生テレビ!（テレビ朝日）を中心に「経済学の専門家」として数多く出演している。ニュースにだまされるな!（朝日ニュースター）では司会を務めた。ウェブ番組にも多数出演しており、デモクラシータイムス（YouTube）では『金子勝の言いたい放題』や『未来への対話』などがある。他にもビデオニュース・ドットコムや、エアレボリューション（ニコニコ生放送）などにも出演している。ラジオでは、大竹まこと ゴールデンラジオ!（文化放送）の金曜日にレギュラー出演している。

## 人物
- 慶應義塾大学にて「モーニング娘。研究会」の顧問を務めるほどのファンである。その一方で、2010年に自身のブログではAKB48はモーニング娘。とは似ているようで全く違うグループであるとし、同グループやAKB商法を批判したこともある[7][8]。
- 脱原発こそ日本経済を明るくする鍵だと主張し、2014年東京都知事選挙では脱原発を公約に掲げた細川護煕を支持した。
- 日本による対韓輸出優遇撤廃に反対する、＜声明＞「韓国は「敵」なのか」呼びかけ人の1人[9]。

## 主張
- 2020年東京都知事選挙では、立憲民主党、共産党、社民党の野党が支持表明した元日弁連会長の宇都宮健児を強く支持し、現職の小池百合子の圧勝を山本太郎が立候補したことに原因があるとして、「【山本太郎のクズ】コイケの圧勝を生んだのは山本太郎なことは明白だ。」「カルトを超えてアホの極みだ」と強く批判した[10][11]。
- 岸田政権と東京電力による処理水の海洋放出について、「汚染水」「水俣病の時と同じ」とし、中国による水産物全面禁輸、韓国での抗議デモを風評被害と報じることを批判している[12]。
- 自身のX（旧Twitter）では、批判対象の人物を「アベ」「スガ」「ハシモト」「コイケ」のようにカタカナで表記することが多い[13][14]。特に岸田文雄については「キシダメ」と表現する[15][16]。

## 著書

### 単著
- 『市場と制度の政治経済学』（1997年、東京大学出版会）
- 『シリーズ思考のフロンティア 市場』（1999年、岩波書店）
- 『反経済学　市場主義的リベラリズムの限界』（1999年、新書館）
- 『セーフティーネットの政治経済学』（1999年、筑摩書房［ちくま新書］）
- 『反グローバリズム　市場改革の戦略的思考』（1999年、岩波書店）
- 『経済の倫理　反経済学からの問い』（2000年、新書館）
- 『日本再生論　「市場」対「政府」を超えて』（2000年、日本放送出版協会）
- 『月光仮面の経済学　さらば、無責任社会よ』（2001年、日本放送出版協会／2004年、朝日新聞社［朝日文庫］）
- 『長期停滞』（2002年、筑摩書房［ちくま新書］）
- 『経済大転換　反デフレ・反バブルの政策学 （2003年、筑摩書房［ちくま新書］）
- 『粉飾国家』（2004年、講談社［講談社現代新書］）
- 『2050年のわたしから　本当にリアルな日本の未来』（2005年、講談社）
- 『戦後の終わり』（2006年、筑摩書房）
- 『金子勝の仕事道!　人生を獲得する職業人』（2006年、岩波書店）
- 『閉塞経済 金融資本主義のゆくえ』（2008年、ちくま新書）
- 『格差・貧困社会における市民の権利擁護 公人の友社』2009 福島大学ブックレット『21世紀の市民講座』
- 『新・反グローバリズム 金融資本主義を超えて』2010 岩波現代文庫
- 『「脱原発」成長論 新しい産業革命へ』筑摩書房 2011
- 『原発は不良債権である』岩波ブックレット 2012
- 『原発は火力より高い』岩波ブックレット 2013
- 『資本主義の克服――「共有論」で社会を変える』集英社新書 2015
- 『日本病――長期衰退のダイナミクス』 岩波新書 2016.1.21
- 『負けない人たち――金子勝の列島経済探訪レポート 近い未来にどういう社会を創るのか』自由国民社 2016
- 『悩みいろいろ――人生に効く物語50』岩波新書 2016
- 『平成経済――衰退の本質』岩波新書 2019
- 『人を救えない国――安倍・菅政権で失われた経済を取り戻す』朝日新書 2021
- 『イギリス近代と自由主義――近代の鏡は乱反射する』筑摩書房 2023
- 『岸田自民で日本が瓦解する日　アメリカ、中国、欧州のはざまで閉塞する日本の活路』徳間書店、2023年9月28日。ISBN 978-4198656911。
- 『高校生からわかる日本経済』かもがわ出版 2024
- 『裏金国家――日本を覆う「2015年体制」の呪縛』朝日新書 2024

### 共著
- 『財政崩壊を食い止める　債務管理型国家の構想』（2000年、岩波書店）共著：神野直彦
- 『グローバリゼーションと戦争責任』（岩波書店［岩波ブックレット］、2001年）共著：高橋哲哉、山口二郎
- 『日本経済「出口」あり』（2001年、春秋社）共著：木村剛、宮崎哲弥
- 『誰が日本経済を腐らせたか』（2001年、毎日新聞社） 共著：佐高信
  - 『誰が日本経済を腐らせたか　増補版』（2005年、角川書店［角川文庫］）
- 『希望のビジネス戦略』（2002年、筑摩書房［ちくま新書］）共著：成毛眞
- 『見たくない思想的現実を見る』（岩波書店、2002年）共著：大澤真幸
- 『入門バクロ経済学』（2002年、朝日新聞社）共著：テリー伊藤
- 『大逆転　新しい日本モデルの挑戦』（2002年、東洋経済新報社）共著：田原総一朗・御手洗冨士夫
- 『悪魔の予言　日本は破滅に向かうのか、救いはあるのか』（2002年、五月書房）共著：青木雄二
  - 改題『火事場の経済学　沈没寸前!この国に逃げ場はあるのか? 』（2003年、青春出版社）
- 『反ブッシュイズム（1）いかにブッシュ政権は危険か』（2003年、岩波書店［岩波ブックレット］）共著：アンドリュー・デウィット
- 『反ブッシュイズム（2）終わらない戦争』（2003年、岩波書店［岩波ブックレット］）共著：アンドリュー・デウィット
- 『ダマされるな!　目からウロコの政治経済学』（2003年、ダイヤモンド社）共著：丸川珠代
- 『逆システム学　市場と生命のしくみを解き明かす』（2004年、岩波書店［岩波新書］）共著：児玉龍彦
- 『反ブッシュイズム（3）世界は後戻りできない』（2004年、岩波書店［岩波ブックレット］）共著：アンドリュー・デウィット
- 『不安の正体!　メディア政治とイラク戦後の世界』（2004年、筑摩書房）共著：藤原帰一、宮台真司、アンドリュー・デウィット
- 『メディア危機』（2005年、日本放送出版協会）共著：アンドリュー・デウィット
- 「小泉劇場」の熱狂のあとに来るものは… イラク戦争と日本-サマワ自衛隊最新報告 綿井健陽共著 第9条の会・オーバー東京 2006.4 あーてぃくる9ブックレット
- 環境エネルギー革命 アンドリュー・デウィット共著 アスペクト 2007.7
- 世界金融危機 アンドリュー・デウィット共著 2008.10. 岩波ブックレット
- 地域切り捨て 生きていけない現実 高端正幸共編著 岩波書店 2008.4
- 知識・技能が身につく実践・高齢者介護 第1巻 検証!改正後の介護保険 結城康博共編 ぎょうせい 2008.6
- 脱「世界同時不況」 オバマは金融危機を克服できるか アンドリュー・デウィット共著 2009.6 岩波ブックレット
- 知識・技能が身につく実践・高齢者介護 第6巻　介護保険再改正と報酬改定の課題 結城康博共編 ぎょうせい 2009.4
- 『ポスト新自由主義　民主主義の地平を広げる』（2009年、七つ森書館）共著：山口二郎、片山善博、柄谷行人、上野千鶴子、高橋伸彰
- 湯浅誠が語る「現代の貧困」 湯浅誠共著 大高研道, 高端正幸編 新泉社 2009.6 シリーズ時代を考える
- グローバル資本主義と日本の選択 富と貧困の拡大のなかで 橘木俊詔,武者陵司共著 2010.3 岩波ブックレット
- 新興衰退国ニッポン 児玉龍彦共著 講談社 2010.6 現代プレミアブック
- 日本再生の国家戦略を急げ! ――民主党政権への緊急提言 武本俊彦共著 小学館 2010.2
- "経済"を審問する――人間社会は"経済的"なのか? 西谷修,アラン・カイエ共著 せりか書房 2011.5
- 失われた30年――逆転への最後の提言 NHK出版新書 2012.6.7
- 儲かる農業論――エネルギー兼業農家のすすめ 武本俊彦共著 集英社 2014.10.17
- 日本のオルタナティブ――壊れた社会を再生させる18の提言 大沢真理, 山口二郎, 遠藤誠治, 本田由紀, 猿田佐世 2020.3.6
- メガ・リスク時代の「日本再生」戦略――「分散革命ニューディール」という希望 飯田哲也共著 筑摩書房 2020.9.15
- 現代カタストロフ論――経済と生命の周期を解き明かす 児玉龍彦共著 岩波新書 2022.12.20
- 『「食料・農業・農村基本法」見直しは「穴」だらけ!?: 気鋭の経済学者と元農水官僚が徹底検証』武本俊彦共著 筑波書房 2024

### 編著
- 『金子勝の食から立て直す旅　大地発の地域再生』（2007年、岩波書店）

### 共編著
- 『現代資本主義とセイフティー・ネット　市場と非市場の関係性』（1996年、法政大学出版局）編：法政大学比較経済研究所
- 『地方に税源を』（1998年、東洋経済新報社）共編：神野直彦
- 『「福祉政府」への提言　社会保障の新体系を構想する』（1999年、岩波書店）共編：神野直彦
- 『日本が直面する財政問題　財政社会学的アプローチの視点から』（1999年、八千代出版）共編：大島通義・神野直彦
- 『住民による介護・医療のセーフティーネット』（2002年、東洋経済新報社）共編：神野直彦
- 『東アジアで生きよう!　経済構想・共生社会・歴史認識』（2003年、岩波書店）共編：藤原帰一、山口二郎
- 『財政赤字の力学　アメリカは日本のモデルたりうるか』（2005年、税務経理協会）共編：池上岳彦、アンドリュー・デウィット

### 教科書執筆
- 『日本史B』（2004年初版、三省堂）

## 評価
- 2000年に朝日新聞社の雑誌論座で、明治学院大学の稲葉振一郎は「マルクス経済学出自の論客」と評し、金子の主張の弱点を指摘している。具体例に金子が批判している「市場原理主義」理論はシンプルで分かりやすい理論であるのに対して、肝心の所で氏が提示する説明は「サーカスの綱渡り」とか「臓器移植」といった直観的には分かりやすいが理論モデルとは到底言えない比喩の域にとどまっており、理論モデルとは到底言えない比喩表現のみで、代替となる論理を提示していないと述べている[17]。